# Mauboque
Mauboque (Mauboke) ist ein osttimoresischer Ort in der Gemeinde Liquiçá in einer Meereshöhe von 16 m. Er bildet den Westen der Gemeindehauptstadt Vila de Liquiçá an der Küste der Sawusee. Der Großteil von Mauboque befindet sich in der Aldeia Camalehohoru (Suco Dato, Verwaltungsamt Liquiçá). Hier stehen auch der Amtssitz des Verwaltungsamtes Liquiçá, der Convento Kongregasaun Madre, ein Satellitenkampus der Universidade da Paz (UNPAZ) und die Grundschule von Mauboque. Im Westen reicht der Ort in die Aldeia Vatu-Nau (Suco Vatuvou, Verwaltungsamt Maubara). Hier befindet sich das Hospital Mauboque, die Kapelle Vatu-Nau und die Grundschule Vatu-Nau. Die nördliche Küstenstraße, eine der wichtigsten Verkehrswege des Landes, führt durch Mauboque.